# Santino Solari
Santino Solari, né en 1576 à Verna (Lugano), dans le canton du Tessin et mort le 10 avril 1646 à Salzbourg, est un architecte et sculpteur dans la tradition des maestri comacini, l'un des bâtisseurs qui ont introduit l'art du maniérisme dans l'espace de l'Autriche actuelle.

## Biographie
On sait peu de choses sur son entraînement ; il est possible qu'il ait reçu sa formation dans l'atelier des Carlone, une famille d'artistes qui a également travaillé dans le duché de Styrie. Vers 1600, il a collaboré au mausolée de l'archiduc Charles II d'Autriche à l'église abbatiale de Seckau avec Sébastien Carlone (1584-1612).
En 1612, il est nommé architecte en chef par le prince-archevêque Marcus Sitticus de Salzbourg (1574-1619) pour qui il construit le château de Hellbrunn au sud de la résidence épiscopale de Salzbourg, sur le modèle d'une villa, avec ses jardins et ses jeux d'eau. Il a aussi travaillé sur la reconstruction de la cathédrale de Salzbourg (achevée en 1628), après avoir fortement modifié les plans de Vincenzo Scamozzi. À la demande de l'archevêque Paris von Lodron (1586-1653), il construit l'église Santa Maria Assunta (it) à Villa Lagarina dans l'évêché de Trente.
En outre il a participé aux fortifications de la cité de Salzbourg (1612–1614) et de sa région, notamment à Neumarkt am Wallersee.
Autres bâtiments :
- Franziskanerkirche à Wagrain, 1616
- Église d'Obertauern, 1617
- Palais de Paris von Lodron, 1631
- Église de Taxenbach, 1640
- Portail en marbre et trois chapelles de l'église de Dürrnberg près de Hallein.

Santino Solari repose au cimetière de l'archi-abbaye Saint-Pierre de Salzbourg.

Quelques œuvres de Santino Solari
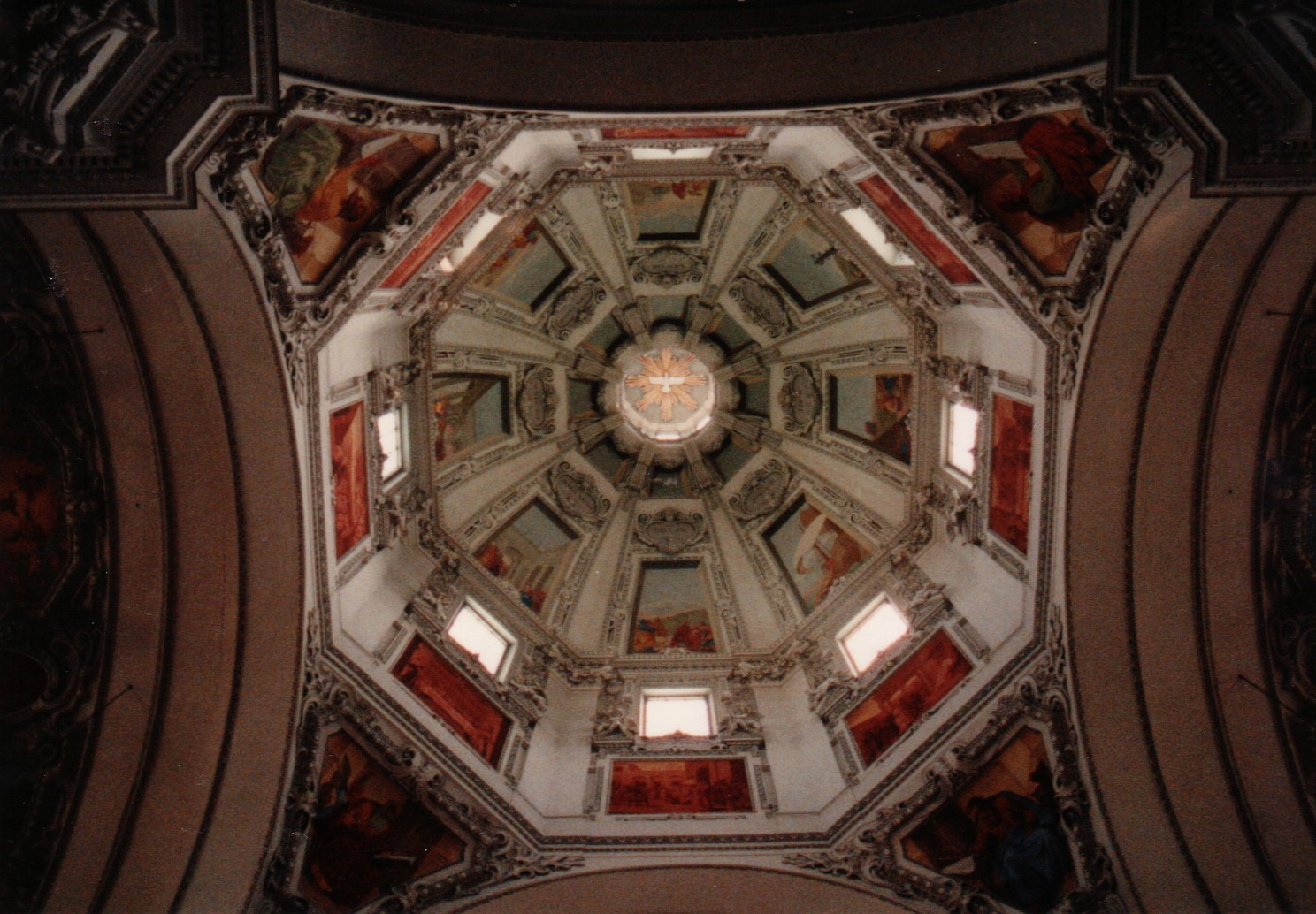
cathédrale de Salzbourg, le dôme.
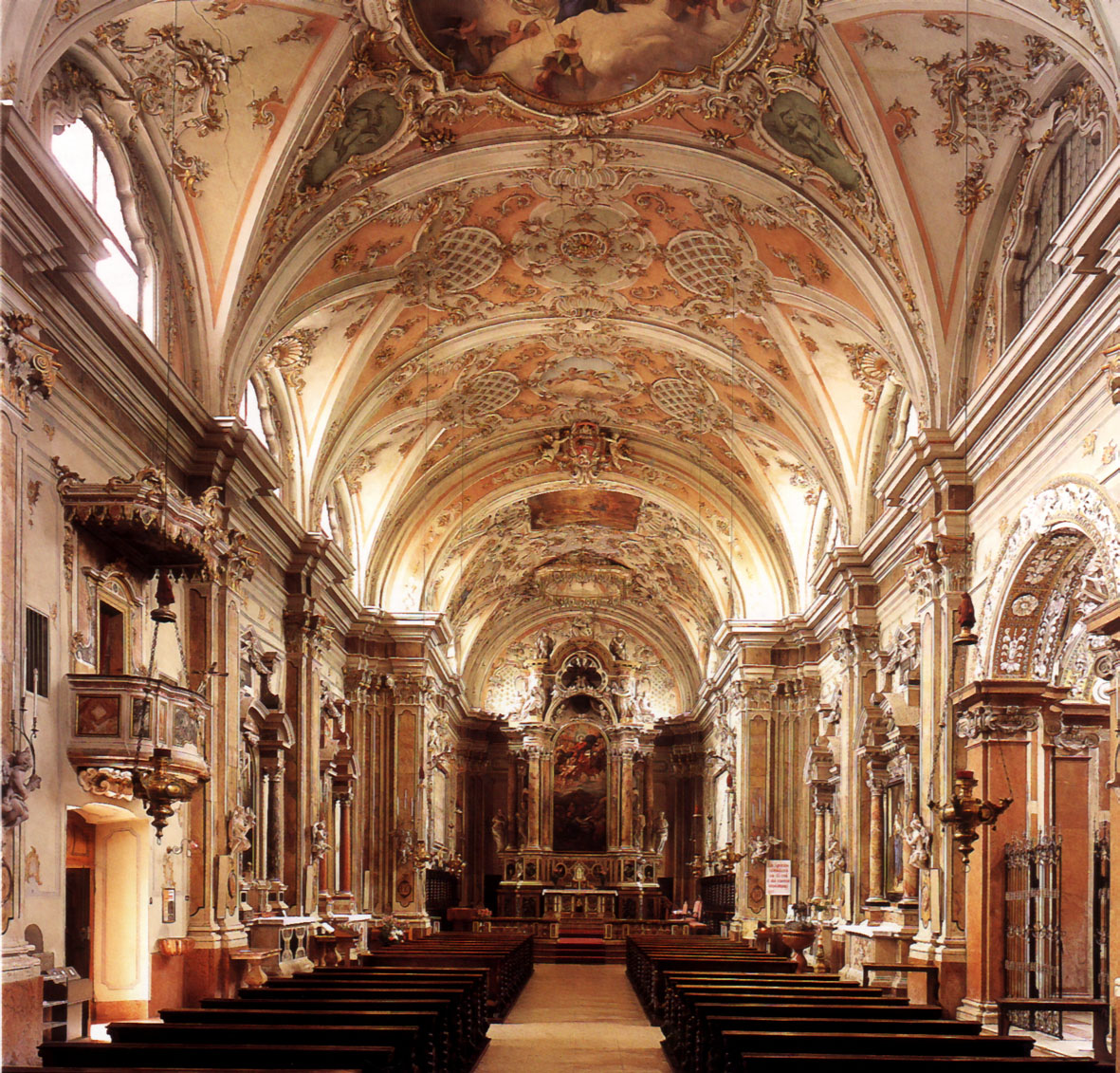
L'intérieur de l'église de Santa Maria Assunta.
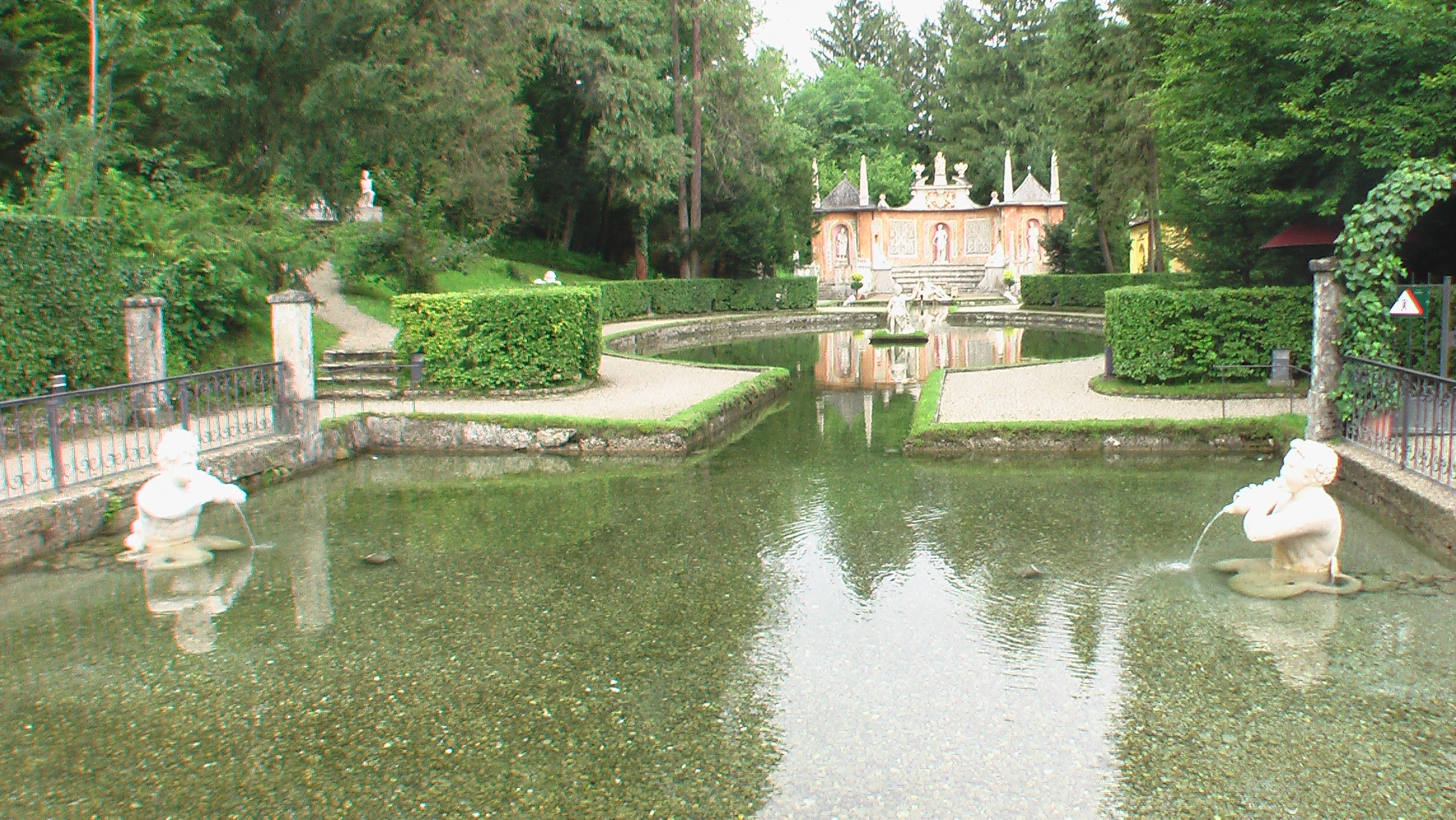
Les jeux d'eau du jardin de Hellbrunn.